# ثقافة المثليين في أيرلندا
تتكون حياة وثقافة المثليين في جزيرة أيرلندا من حياة الأشخاص المثليين والمثليات ومزدوجي التوجه الجنسي والمتحولين جنسياً (اختصاراً: LGBT).

## السياسة
كان هناك دعم من جميع الأطراف في عام 2010 لقانون الشراكة المدنية وبعض الحقوق والواجبات للشركاء المتساكنين 2010 الذي ينص على الاعتراف القانوني للعلاقات المثلية بين الشركاء المثليين.
في أغسطس 2014، كانت جميع الأحزاب الممثلة في مجلس النواب الأيرلندي تدعم زواج المثليين: حزب العمال، وحزب الخضر، والحزب الاشتراكي، وشين فين، وفيانا فايل، وفاين غايل. في كانون الأول/ديسمبر 2006، أعاد حزب العمال تقديم مشروع قانون الاتحادات المدنية والذين قدموه من قبل في مجلس النواب الأيرلندي في مارس 2007. وقد أيد مشروع القانون فاين غايل، وشين فين، وحزب الخضر، وأغلبية المستقلين، إلا أنه قد تمت معارضته من قبل الحزبان الحكوميان فيانا فايل والديمقراطي التقدمي الذي أدى إلى هزيمته. وعد حزب العمال بأن مشروع قانون تقنين تبني المثليين للأطفال سيكون على رأس أولوياتها إذا تم انتخابه وتولى الحكم في الانتخابات العامة لعام 2007، لكنهم لم يتمكنوا من القيام بذلك. في أعقاب الانتخابات العامة، أعاد حزب العمال تقديم مشروع قانون الاتحادات المدنية، الذي أيده حزبا شين فين وفاين غايل. وصوت حزب الخضر، الذي كان آنذاك جزءًا من الائتلاف الحاكم، ضد مشروع القانون، مؤيدًا دعوتهم المستمرة لحقوق الشراكة المدنية للمثليين من داخل الحكومة.
قبل الانتخابات العامة لعام 2011، تضمن بيان حزب العمال التزاما بإجراء استفتاء للسماح للأزواج المثليين بالزواج. تم ذكر ذلك كبند للاتفاقية الدستورية في برنامج الحكم بين العمل وفاين غايل بعد الانتخابات.
في عام 2006، عند افتتاح المقر الجديد لمنظمة حقوق المثليين شبكة المساواة للمثليين والمثليات في دبلن، قال رئيس الوزراء الأيرلندي بيرتي أهرن:
| ثقافة المثليين في أيرلندا | "التوجه الجنسي لدينا ليست سمة عرضية. إنه جزء أساسي من ما نحن عليه. جميع المواطنين، بغض النظر عن التوجه الجنسي، يقفون متساوين في أعين قوانيننا. لا يمكن أن يكون التوجه الجنسي، ولا يجب أن يكون ، أساسًا للمواطنة من الدرجة الثانية" | ثقافة المثليين في أيرلندا |

الحزب السياسي الأيرلندي الوحيد الذي أعلن رسمياً معارضة حقوق المثليين هو الحزب الصغير حزب التضامن المسيحي، الذي لم ينجح أبدًا في الانتخابات سواء على المستوى المحلي أو الوطني.
في 23 أيار/مايو 2015، أصبحت أيرلندا أول بلد يشرع زواج المثليين من خلال استفتاء على مستوى البلاد لصالح السماح للأزواج المثليين بالزواج.

### أعضاء البرلمان الأيرلندي المثليون علنا
- ديفيد نوريس: تم انتخابه سيناتورًا مستقلاً عن جامعة دبلن في كل الانتخابات منذ عام 1987، وكان أول عضو مثلي الجنس بشكل علني في البرلمان الأيرلندي.
- كولم أو'غورمان: شغل منصب عضو مجلس الشيوخ من مايو إلى يوليو 2007. تم تعيينه كمرشح من طرف رئيس الوزراء الأيرلندي كسيناتو عن الديمقراطيين التقدميين.
- دومينيك هانيغان: تم انتخابه سيناتورًا عن حزب العمال في عام 2007، وتم انتخابه كنائب في مجلس النواب في عام 2011 عن دائرة ميث الشرقية الانتخابية، ليصبح أول شخص مثلي الجنس علنيًا يُنتخب كنائب في مجلس النواب.
- جون ليون: انتخب في عام 2011 عن دائرة دبلن الشمالية الغربية عن حزب العمال.
- كاثرين زابون: تم تعيينها كسيناتور في مجلس الشيوخ كمرشحة عن رئيس الوزراء في مايو 2007. وكانت المدعية في قضية زابون ضد مفوضي الإيرادات للحصول على اعتراف قانوني بزواجها الكندي المثلي وكانت أول عضوة مثلية الجنس علنا متزوجة كذلك. تم انتخابها كنائبة في البرلمان في الانتخابات العامة لعام 2016، وتم تعيينها كوزيرة شؤون الأطفال والشباب منذ عام 2016.
- جيري بوتيمير: انتخب كنائب في مجلس النواب في دائرة كورك الجنوبية الوسطى في الانتخابات العامة لعام 2011 لصالح فاين غايل. في أبريل 2012، أصبح أول نائب في مجلس النواب عن حزب فاين غايل يعلن عن مثليته الجنسية، وقام بذلك بعد أن أعلن الحزب عن منتدى جديد للمساواة للمثليين.[8] وهو رئيس «فاين غايل إل جي بي تي» (بالإنجليزية: Fine Gael LGBT)‏.
- ليو فرادكار: الذي تم انتخابه لأول مرة في عام 2007، وتم تعيينه في الحكومة في عام 2011. شغل منصب وزير النقل والسياحة والرياضة من 2011 إلى 2014، ووزير الصحة منذ يوليو 2014. وفي يناير 2015، أخبر ميريام أو'كلاغان في إذاعة راديو وتلفزيون أيرلندا إنه مثلي الجنس.[9] في عام 2017، أصبح رئيس الوزراء.
- فينتان وورفيلد: هو رئيس بلدية سابق عن حزب شين فين في جنوب دبلن، وهو حاليًا سيناتور في مجلس الشيوخ.
- إيما ميرفي مستشارة منتخبة لكابرا وفنغلاس (دبلن) عم حزب شين فين.
- كريس كوران: من شين فين هو عضو مجلس منتخب في مجلس راثدازن في دون لاوغهار ويمثل منطقة غلينكالن سانديفورد فب الانتخابات المحلية.

## وسائل الإعلام
تعتبر أخبار مجتمع المثليين (بالإنجليزية: Gay Community News)‏ أقدم مجلة خاصة بمجتمع الميم في أيرلندا، والتي نُشرت لأول مرة في عام 1988 قبل أن تصبح المثلية الجنسية قانونية في أيرلندا. في أبريل 2013، تم إطلاق «مجلة آيلي» (بالإنجليزية: EILE Magazine)‏، لتكون بمثابة منصة جديدة لمجتمع الميم في أيرلندا.
يوفر إذاعة راديو وتلفزيون أيرلندا الوطنية العديد من البرامج المتعلقة بمجتمع الميم، مثل الفيلم الوثائقي التلفزيوني الترعرع كشخص مثلي (بالإنجليزية: Growing Up Gay)‏ أو المسلسل الدرامي خام (بالإنجليزية: Raw)‏، الذي تضمن شخصيات وقصص مثلية. تم تقديم برنامج تيلي بينغو على راديو وتلفزيون أيرلندا من 2001 إلى 2004 من قِبل الدراغ كوين شيرلي تامبل بار. تحدد محطة راديو وتلفزيون أيرلندا بالس الإذاعية ليالي الأربعاء ك«الأربعاء المثلي» حيث يبثون البرامج المتعلقة بمجتمع المثليين. تعتبر الدراغ كوين جوان رايد مذيعة في محطة الشباب الإقليمية بيت 102 103 (بالإنجليزية: Beat 102 103)‏.

## الحياة المثلية في البلاد

### المدن والبلدات
تعتبر الحياة المثلية في أيرلندا متطورا تماما. أصبح المجتمع الأيرلندي أكثر انفتاحًا وتسامحًا نتيجة لزيادة مستويات الرخاء وتزايد المواقف الليبرالية. في الواقع، يعلق العديد من الأجانب على أنه بالنسبة لهذه الدولة الجزرية الصغيرة التي يبلغ عدد سكانها 6 ملايين نسمة يحدث الكثير، مع حياة مثلية نابضة بالحياة في جميع المدن الأيرلندية الرئيسية:
- دبلن (اثنان سوبرباب وحانتان للمثليين + 13 ناديا)
- بلفاست (سوبرباب واحدة، 3 حانات للمثليين + 5 أندية)
- كورك (4 بارات للمثليين + 5 أندية)
- ليمريك، ديري، غالواي ووترفورد.

هناك 8 مراكز للموارد للمثليين والمثليات في أيرلندا - واحد في كل من دبلن وبلفاست وليميريك وديري ووترفورد ودوندالك. تعتبر كورك موطنا لاثنين: واحد للرجال المثليين والآخر للنساء المثليات.
هناك أيضا بعض المجتمعات المثلية في المدن الصغيرة في أيرلندا. تحتوي ستاربان على بار للمثليين، كاسلبار ودوندالك ودروهيدا وإنيس وكيلكيني نيوري وسلايغو وتولامور جميعها تقيم ليالي لنوادي المثليين.

### فخر المثليين
جميع المدن الأيرلندية والعديد من المدن الصغيرة تحتفل بمسيرات فخر المثليين مع المسيرات والمهرجانات.
تتمتع بلدة سلايغو التي يقل عدد سكانها عن 20.000 نسمة بمهرجانها السنوي للمثليين جنسياً، ويتم استقبالها بحرارة ودعمها من قبل السكان المحليين، وهو أمر أصبح شائعًا بشكل متزايد في المناطق الريفية بأيرلندا.
يتم جمع مشهد المثليين في جميع أنحاء جزيرة أيرلندا خلال مسابقة ملكة جمال أيرلندا البديلة السنوية للدراغ كوين، وفعاليات ملكة جمال أيرلندا المثلي وملك جمال أيرلندا المثلي.

### حركة الدب
كما هو الحال في العديد من البلدان الأخرى حول العالم، فقد استقرت ثقافة الدب في أيرلندا ويستمر في النمو. تعتبر حركة الدب نفسها ثقافة مضادة لمشهد المثليين السائد وتعمل على تحدي النموذج الأصلي لبعض الرجال المثليين الأنثويين. يتم الاحتفال بمعظم الأشياء التي تعتبر تقليدية ذكورية ضمن ثقافة الدب، ويحدد الدببة أنفسهم كمجموعة فرعية كبيرة من مجموعة سكانية متنوعة من الرجال المثليين بالفعل في أيرلندا. هناك أحداث تتعلق بثقافة الدببة تُعقد شهريًا في بلفاست وفي دبلن. تم تنظيم حدث الدب الأيرلندي بالكامل بعنوان «الدب فييلي» (بالأيرلندية: Béar Féile) لأول مرة في 25-28 مارس 2010، ويتم عقده سنويًا كل شهر مارس. كان «الدب فييلي» أول حدث من نوعه يعقد في أيرلندا.

### يوم القديس باتريك
يمثل يوم القديس باتريك مناسبة أخرى للأشخاص المثليين للاحتفال، حيث يشارك جميع سكان أيرلندا المتنوعين عرقيًا، بما في ذلك مجتمع الميم، بدور نشط في عروض الاحتفالات بيوم القديس باتريك والاحتفالات في جميع أنحاء الجزيرة في مدن مثل دبلن وبلفاست وكورك وليميريك، ديري، غالواي ووترفورد.

### الأحداث السنوية
وهناك مجموعة متنوعة من الفعاليات لمجتمع المثليين في جميع أنحاء السنة التقويمية في جمهورية أيرلندا وأيرلندا الشمالية:
| حدث المثليين                     | الموقع       | الملاحظات                                                                   | التاريخ                 |
| -------------------------------- | ------------ | --------------------------------------------------------------------------- | ----------------------- |
| ملكة جمال أيرلندا البديلة        | دبلن/أيرلندا | مسابقة لكل أيرلندا                                                          | مارس                    |
| ملك جمال أيرلندا المثلي          | دبلن/أيرلندا | مسابقة لكل أيرلندا                                                          | أكتوبر                  |
| ملكة جمال أيرلندا المثلي         | أيرلندا      | مسابقة لكل أيرلندا                                                          | نوفمبر                  |
| يوم القديس باتريك                | أيرلندا      | قسم المثليين في المسيرة                                                     | 17 مارس                 |
| يوم الإيدز العالمي               | أيرلندا      | حدث                                                                         | 1 ديسمبر                |
| فخر دبلن                         | دبلن         | مسيرة ومهرجان يستمر 10 أيام                                                 | يونيو                   |
| نظرات                            | دبلن         | مهرجان دبلن السينمائي الدولي للمثليين والمثليات                             | أواخر يوليو–بداية أغسطس |
| مهرجان دبلن المسرح للمثليين      | دبلن         | عرض لأعمال المؤلفي وفناني الأداء المثليين أو التي تحتوي على مواضيع المثليين | بداية أغسطس             |
| دب فيلي                          | دبلن         | مهرجان يحتفل ب ثقافة الدب                                                   | أواخر مارس              |
| آيلاف                            | دبلن         | مهرجان فنون للمثليات                                                        | الربيع                  |
| حياة المثليات                    | دبلن         | مؤتمر ينظمه مركز دراسات المرأة في كلية دبلن الجامعية                        | فبراير                  |
| مهرجان فخر بلفاست                | بلفاست       | مسيرة ومهرجان يستمر أسبوعا                                                  | يوليو/أغسطس             |
| آوتبريست                         | بلفاست       | مهرجان للفنون الكويرية                                                      | نوفمبر                  |
| مهرجان فخر كورك                  | كورك         | مسيرة ومهرجان يستمر أسبوعا                                                  | أغسطس                   |
| آوتلوك                           | كورك         | برنامج مهرجان كورك السينمائي مخصص للأفلام المثلية الطويلة والقصيرة          | نوفمبر                  |
| ليزبيان فانتازي بال              | كورك         |                                                                             |                         |
| كورك ويمنز فتن ويكيند            | كورك         |                                                                             |                         |
| مهرجان فخر ليمريك                | ليمريك       | مسيرة ومهرجان يستمر 8 أيام                                                  | سبتمبر                  |
| مهرجان فخر فويل                  | ديري         | مسيرة ومهرجان يستمر 4 أيام                                                  | أغسطس                   |
| الفخر في نيوري                   | نيوري        | مسيرة ومهرجان يستمر 5 أيام                                                  | أغسطس                   |
| فخر غالواي المجتمعي              | غالواي       | مسيرة ومهرجان يستمر 3 أياما                                                 | أغسطس                   |
| مسيرة ماردي غرا وترفورد          | وترفورد      | مسيرة ومهرجان يستمر أسبوعا                                                  | مايو/يونيو              |
| مسيرة فخر الشمال الغربي للمثليين | سلايغو       | مسيرة ومهرجان يستمر 4 أيام                                                  | أغسطس                   |